# Cariblatta lutea
Cariblatta lutea es una especie de cucaracha pequeña del género Cariblatta, familia Ectobiidae.

## Distribución
Esta especie se encuentra en los Estados Unidos y Cuba.